# Love Games (chanson de Belle and the Devotions)
Pour les articles homonymes, voir Love Games.
Chansons représentant le Royaume-Uni au Concours Eurovision de la chanson
I'm Never Giving Up
(1983) Love Is
(1985)
Love Games est la chanson de le groupe britannique Belle and the Devotions qui représente le Royaume-Uni au Concours Eurovision de la chanson 1984 à Luxembourg, au Luxembourg.

## Eurovision 1984
La chanson est présentée en 1984 à la suite d'une sélection nationale avec le vote de jurys régionaux du Royaume-Uni.
Le groupe se fait huer au début de leur représentation par le public, après que des hooligans anglais ont causé des dégâts dans la ville de Luxembourg après un match de foot quelque temps auparavant.
La chanson se place à la 7ème place du concours avec 63 points.